# جاد سعد
جاد سعد  (ولد في 13 تشرين الأول عام 1964)، وهو عالم لبناني-كندي في مجال العلم التطوري السلوكي في كلية جون مولسون لإدارة الأعمال في جامعة كونكورديا في مونتريال في كندا. جاد سعد معروف بتطبيق علم النفس التطوري على التسويق وسلوك المستهلك، وهو حاصل على منصب بحثي من جامعة كونكورديا في العلوم السلوكية التطورية والاستهلاك الدارويني. كما أنّ لديه مدونة في مجلة "Psychology Today" بعنوان "Homo Consumericus".

## النشأة والتعليم
ولد سعد في عام 1964 في بيروت في لبنان  لعائلة يهودية هاجرت من دمشق في سوريا. فرت عائلته إلى مونتريال في كيبيك في كندا في شهر تشرين الأول عام 1975 هربًا من الحرب الأهلية اللبنانية. كان أخوه الأكبر ديفيد سعد من لاعبي الجودو الذين شاركوا في منافسات الألعاب الأولمبية الصيفية لعام 1976. حصل سعد على بكالوريوس في الرياضيات وعلوم الحاسوب، وماجستير في العلوم من جامعة ماكجيل، وماجستير في العلوم ودكتوراه من جامعة كورنيل.  كان مشرف سعد في الدكتوراه عالم النفس الرياضي والمعرفي ومنظر القرار السلوكي إدوارد روسو. سعد الآن ملحد ومنتقد للأديان عمومًا.

## الحياة المهنية والأبحاث
يعمل سعد أستاذًا للتسويق في جامعة كونكورديا منذ عام 1994. وخلال هذا الوقت، شغل أيضًا مناصب أستاذية في جامعة كورنيل وكلية دارتموث وجامعة كاليفورنيا في  إرفين. وهو محرر مشارك في مجلة علم النفس التطوري، ومستشار في مركز التحقيق في كندا.
من بين  مواضيع الأبحاث التي عمل سعد عليها هي كيفية تأثير الهرمونات على المستهلكين والقرارات التي يتخذونها. تشمل أمثلة هذا البحث كيف تؤثر المنتجات المبهجة على مستويات هرمون تستوستيرون، وكيف تؤثر مستويات هرمون تستوستيرون في أشكال مختلفة من المخاطرة وكيف تؤثر الهرمونات في الدورة الشهرية على قرارات الشراء. تضمنت مجموعة أخرى من الأبحاث موضوع تقديم الهدايا، بما في ذلك كيف يختلف الرجال والنساء في سبب تقديمهم لها.

## الحضور الإعلامي
يوجد لسعد سلسلة فيديوهات على موقع يوتيوب بعنوان «حقيقة سعد The Saad Truth» يصور فيها مقاطع فيديو تنتقد السياسية وأيديولوجية التعددية الثقافية وما بعد الحداثة والموجة الثالثة من النسوية وإيديولوجية الإسلام والمساحات الآمنة  والتحذيرات. ومن بين ضيوفه نسيم نيكولاس طالب، حامد عبد الصمد، نيك كوهين، جيري كوين، ستيفن كراودر، دانييل دينيت، روبرت سبنسر (مؤلف)، حازم فراج، طارق فتح، سارة حيدر، محمد التوحيدي، سام هاريس، غافن ماكينز، ريك ميهتا، دوغلاس موراي، وجوردان بيترسون.

## التكريمات والجوائز
- جائزة التدريس المتميز - كلية جون مولسون للأعمال (2000).
- جائزة Hot Professor - مجلة ماكلين (2001 -2002).
- الجائزة الداروينية التطبيقية - جمعية علم النفس التطبيقي التطوري (2014).

## المؤلفات

### الكتب
- Saad, G. (2011). The Consuming Instinct: What Juicy Burgers, Ferraris, Pornography, and Gift Giving Reveal About Human Nature. Amherst, NY: Prometheus Books. Book review[19]
- Saad, G. (ed.) (2011). Evolutionary Psychology in the Business Sciences. Springer: Heidelberg, Germany. Book review
- Saad, G. (2007). The Evolutionary Bases of Consumption. Mahwah, NJ: Lawrence Erlbaum. Book review[20]

### مقالات صحفية مختارة
- "The framing effect when evaluating prospective mates: An adaptationist perspective". Evolution and Human Behavior. (2014).
- "Evolutionary consumption". Journal of Consumer Psychology. (2013).
- "Future of evolutionary psychology". Futures. (2011).
- "The Effect of Conspicuous Consumption on Men’s Testosterone Levels". Organizational Behavior and Human Decision Processes. (2009).
- "Sex Differences in the Ultimatum Game: An Evolutionary Psychology Perspective". Journal of Bioeconomics. (2001).[21][22]

## مقالات ومقابلات
ظهر سعد في صحيفة وول ستريت جورنال وهافنغتون بوست. تم ذكر آرائه أيضًا في مجلة الإيكونومست وفوربس وشاتيلين وتايم ونيويورك تايمز.
تم عرض وثائقي عن قصة حياة سعد بواسطة التلفزيون الفرنسي في أونتاريو، وظهر كذلك في برنامجي #WeThePeople Podcast مع جوش زيبس و Waking Up Podcast مع سام هاريس. تم استضافته أيضًا من قبل آدم كارولا على Reason TV. وقد ظهر في أربع حلقات من The Joe Rogan Experience وفي Talk Nerdy مع كارا سانتا ماريا. كما تمت مقابلة سعد على The Rubin Report وDrunken Peasants Podcast وGlenn Beck Podcast #255.

## روابط خارجية
- Saad's website
- Homo Consumericus, Psychology Today blog
- Saad's YouTube channel